# Municipio de Middle Fork (Misuri)
El municipio de Middle Fork (en inglés: Middle Fork Township) es un municipio ubicado en el condado de Macon en el estado estadounidense de Misuri. En el año 2010 tenía una población de 277 habitantes y una densidad poblacional de 3 personas por km².

## Geografía
El municipio de Middle Fork se encuentra ubicado en las coordenadas 39°38′36″N 92°21′38″O / 39.64333, -92.36056. Según la Oficina del Censo de los Estados Unidos, el municipio tiene una superficie total de 92.41 km², de la cual 91,82 km² corresponden a tierra firme y (0,64 %) 0,59 km² es agua.

## Demografía
Según el censo de 2010, había 277 personas residiendo en el municipio de Middle Fork. La densidad de población era de 3 hab./km². De los 277 habitantes, el municipio de Middle Fork estaba compuesto por el 99,28 % blancos, el 0,36 % eran asiáticos, el 0,36 % eran de otras razas. Del total de la población el 0,36 % eran hispanos o latinos de cualquier raza.